# بيرنارد بارنجاك
بيرنارد بارنجاك (بالإنجليزية: Bernard Barnjak)‏ مواليد 1 مايو 1965 في سراييفو، جمهورية يوغوسلافيا الاشتراكية الاتحادية، هو لاعب كرة قدم بوسني سابق كان يلعب كمهاجم. لعب خلال مسيرته 297 مباراة سجل خلالها 75 هدفاً.

## المسيرة الاحترافية
ولد في سراييفو، جمهورية يوغوسلافيا الاشتراكية الاتحادية، لعب مع نادي ساراييفو الذي يلعب في دوري البوسنة والهرسك الممتاز ونادي هايدوك سبليت الذي يلعب في الدوري الكرواتي الممتاز. في عام 1990 انتقل إلى الخارج لأول مرة لينضم إلى نادي كاستييون الذي في الدوري الإسباني. ولم يستقر في إسبانيا، حيث سرعان ما عاد إلى ناديه الأصلي في بلده.
في صيف عام 1991، وقع عقدا مع نادي فاماليساو، جنبا إلى جنب مع زميله داني كوبرشانين. ولعب بانتظام خلال ثلاثة مواسم، وساعد خلالها الفريق في الدوري البرتغالي لكرة القدم.
أنهى بارنجاك مسيرته في الثالثة والثلاثين من عمره، بعد سنتين لكل منهما مع الفريق اليوناني أبولون سميرني في الدرجة الثانية، ونادي بانيلياكوس في الدوري اليوناني لكرة القدم.

### الأندية التي لعب لها
- نادي ساراييفو
- هايدوك سبليت
- نادي كاستييون
- نادي أبولون سميرني

## وصلات خارجية
- بيرنارد بارنجاك على موقع قاعدة بيانات كرة القدم.إي يو (الإنجليزية)
- بيرنارد بارنجاك على موقع عالم كرة القدم.نت (الإنجليزية)